# 奥利尚卡农村居民点 (别尔哥罗德州)
奥利尚卡农村居民点（俄语：Ольшанское сельское поселение）是俄罗斯联邦别尔哥罗德州切尔尼扬卡区所属的一个农村居民点。其下辖有4个居民点，行政中心为奥利尚卡。据2016年统计，该农村居民点的人口为1354人。